# Ferdinand Vögele
Ferdinand Vögele (* 12. Februar 1896 in Hollfeld; † nach 1945) leitete während des Zweiten Weltkriegs die Chiffrierstelle der deutschen Luftwaffe (OKL/Chi).

## Leben
Geboren gegen Ende des 19. Jahrhunderts im Königreich Bayern, diente er als Kriegsfreiwilliger im Ersten Weltkrieg (1914–1918). Nach dem Krieg studierte er Philologie an verschiedenen Universitäten und spezialisierte sich auf orientalische Sprachen. Er verbrachte einige Jahre im Ausland und arbeitete als Exportkaufmann, bevor ihm im Sommer 1935 vom Reichsluftfahrtministerium (RLM) eine Stelle als Übersetzer angeboten wurde.
Zum 1. Januar 1937 wurde er in die neu gegründete „Chi‑Stelle“ (Chiffrierstelle) des RLM versetzt und dort dem Referat „E“ zugeteilt. („E“ stand hier für Entzifferung. Es handelte sich also um das kryptanalytische Referat von OKL/Chi.) Dort in leitender Position tätig, war er verantwortlich für die gesamte kryptanalytische Arbeit. Er und seine Mitarbeiter brachen noch vor dem Krieg diverse Verschlüsselungen von Luftwaffen anderer Länder, wie Spanien, Frankreich, Jugoslawien, Tschechoslowakei, Polen und Sowjetunion. Insbesondere der sowjetischen Luftwaffe, die, anders als die deutsche, keine eigenständige Teilstreitkraft war, sondern Teil der Armee, wurde der Großteil der Kapazitäten von OKL/Chi gewidmet. Dies war die hauptsächliche Aufgabe der Leutnante (Lt.) von Lingen und Werther.
Mit Kriegsausbruch wurde OKL/Chi von Berlin nach Potsdam in den „Marstall“ verlegt. Auf Vögeles Betreiben hin wurde das Personal um etwa fünfzig weitere junge Mitarbeiter aufgestockt, die General Martini ihm zur Verfügung stellte. Nun folgten auch Einbrüche in belgische, niederländische, norwegische und britische Systeme.
Im Jahr 1942, nach dem japanischen Angriff auf Pearl Harbor, dem Eintritt der Vereinigten Staaten in den Zweiten Weltkrieg und der Kriegserklärung Deutschlands und Italiens an die Vereinigten Staaten im Dezember 1941, kamen auch amerikanische Chiffriersysteme verstärkt unter Beobachtung. Hier gelang OKL/Chi im Laufe des Jahres unter Benutzung von Hollerithmaschinen unter anderem der Einbruch in das Streifenschieberverfahren (englisch strip cipher). Gegen Ende 1943 wurde auch versucht, die Rotor-Chiffriermaschine M‑209 zu brechen, von den Deutschen als AM‑1 (für „Amerikanische Maschine Nr. 1“) bezeichnet.
Im ersten Halbjahr 1944 wurde ein rege Funkaktivität in Großbritannien festgestellt. Dabei handelte es sich um Manöver, die die Alliierten in Vorbereitung auf den D‑Day durchführten. Zur taktischen Kommunikation über Sprechfunk wurde dabei ein neues Verfahren (Slidex) eingeübt, das erst vor Kurzem für die British Army entwickelt worden war. Dies kam auf diese Weise unter deutsche Beobachtung und konnte von ihnen während der dann im Juni 1944 stattfinden Operation Overlord großteils gebrochen werden.
Während seiner Dienstzeit als leitender Kryptoanalytiker von OKL/Chi wirkte Regierungsrat (RR) Ferdinand Vögele nicht nur stationär an Orten wie dem Marstall in Potsdam und diversen anderen festen Dienststellen, sondern unternahm an die hundert Dienstreisen zu verschiedenen Außenstellen auch anderer Wehrmachtteile, um dort bei kritischen Fragen zu unterstützen und Probleme zu lösen. Noch im Januar 1945 konnten 15.000 russische Funksprüche von der zusammenbrechenden Ostfront und etwa 35.000 englischsprachige von der Westfront (inklusive des Mittelmeers) entziffert werden.
Im August 1945 wurde Vögele von der US Army verhaftet und von Offizieren des Target Intelligence Committee (TICOM) intensiv verhört. Dabei zeigte er sich als widerstrebender Gefangener. Dennoch verfasste er einen ausführlichen Lebenslauf und listete Erfolge und Misserfolge von OKL/Chi auf.
Über das weitere Schicksal von Ferdinand Vögele ist nichts bekannt.